# اطلس شانه بالا انداخت
'اطلس شانه بالا انداخت (شانه باز زد)، رمانی ست اثر آین رند، که اول بار در ۱۹۵۷ در آمریکا به چاپ رسید. این کتاب که چهارمین و آخرین رمان رند است، بلندترین اثر او نیز هست که در حوزه ادبیات داستانی شاهکار او دانسته می‌شود. اطلس شراگد دارای عناصر علمی تخیلی، رازآمیز، و رمانتیک است و مفصل‌ترین بیانیهٔ آبجکتیویستی رند در بین همهٔ آثار داستانی اوست.
کتاب آمریکایی پادآرمان‌شهری را می‌کاود که در آن بسیاری از شهروندان از پرداخت مالیات‌ها و هزینه‌های مادی و فرهنگی روزافزون حکومت سرباز می‌زنند، مقررات سنگین دولتی را رد و از آن شانه خالی می‌کنند و با دریغ مهارت و استعدادها و خلاقیت خویش، صنایع حیاتی شان را محو و تعطیل می‌کنند. این تعطیلی یک وضعیتی را به ذهن متبادر می‌کند که اطلس اسطوره‌ای اگر از حمل و بالا نگه داشتن آسمان سرباز می‌زد، رخ می‌داد. جان گالت آنان را رهبری می‌کند. گالت این محو شدن‌ها و خود کنار کشیدنها را «متوقف کردن موتور دنیا»، موتور پوینده و حیاتی دنیا به وسیلهٔ خود حذفی و عقب نشستن مردمی توصیف می‌کند که باروری جامعه را به پیش می‌رانند.